# Kraftwerk Freigil
Das Kraftwerk Freigil (portugiesisch Barragem de Freigil) ist ein Laufwasserkraftwerk am Fluss Cabrum, einem linken (südlichen) Nebenfluss des Douro. Es liegt in der Region Nord Portugals im Distrikt Viseu. Die Kleinstadt Cinfães befindet sich ungefähr fünf Kilometer westlich des Kraftwerks. Etwa zwei Kilometer flussabwärts der Staumauer mündet der Cabrum in den Douro.
Mit dem Projekt wurde 1925 begonnen. Die heute existierende Staumauer wurde 1955 fertiggestellt. 1926 ging ein erstes Kraftwerk mit einer Leistung von 0,225 MW in Betrieb. Das heutige Kraftwerk ging 1988 ans Netz. 1998 wurde es renoviert. Es ist im Besitz von HDN, Energia do Norte, SA.

## Absperrbauwerk
Das Absperrbauwerk ist eine Staumauer aus Beton mit einer Höhe von 17 m über der Gründungssohle. Die Mauerkrone liegt auf einer Höhe von 319,7 m über dem Meeresspiegel. Die Länge der Mauerkrone beträgt 73 (bzw. 61,4 oder 61) m und ihre Breite 1,6 m.
Die Staumauer verfügt sowohl über einen Grundablass als auch über eine Hochwasserentlastung. Über die Hochwasserentlastung können maximal 400 m³/s abgeführt werden. Das Bemessungshochwasser liegt bei 400 m³/s; die Wahrscheinlichkeit für das Auftreten dieses Ereignisses wurde mit einmal in 1.000 Jahren bestimmt.

## Stausee
Beim normalen Stauziel von 317 m erstreckt sich der Stausee über eine Fläche von rund 0,033 km² und fasst 0,14 (bzw. 0,1) Mio. m³ Wasser – davon können 0,138 (bzw. 0,13) Mio. m³ zur Stromerzeugung genutzt werden.

## Kraftwerk
Das Kraftwerk Freigil ist mit einer installierten Leistung von 4,6 MW eines der kleineren Wasserkraftwerke in Portugal. Die durchschnittliche Jahreserzeugung liegt bei 10,3 Mio. kWh. Es wird von EDP betrieben.
Von der Staumauer wird das Wasser durch einen 600 m langen Kanal zum Speicherbecken des Kraftwerks geleitet. Von dort aus gelangt es über eine 255 m lange Druckrohrleitung zum Maschinenhaus.
Die Francis-Turbine leistet maximal 4,6 MW, während der Generator 5 MVA leistet. Die Nenndrehzahl der Turbine liegt bei 750/min. Der Generator hat eine Nennspannung von 6 kV. In der Schaltanlage wird die Generatorspannung von 6 kV mittels eines Leistungstransformators auf 15 kV hochgespannt.
Die maximale Fallhöhe beträgt 127 m. Der maximale Durchfluss liegt bei 4 m³/s.